# 揚尼斯·安戴托昆波
揚尼斯·西納-烏格·安戴托昆波（希臘語：Γιάννης Σίνα-Ούγκο Αντετοκούνμπο，羅馬化：Giannis Sina Ougko Antetokounmpo，1994年12月6日—），希臘男子籃球運動員，場上位置為大前鋒，現效力於NBA密爾沃基公鹿，外號「希臘怪物」（Greek Freak）。由於拥有当前NBA球員中字母最多的姓氏，又被稱為「字母哥」。有一兄薩納西斯，二弟亞歷克斯與科斯塔斯。安戴托昆波於2021年入選NBA75大球星。
安戴托昆波是2024年年收入全球排名第13位的運動員（97,800,000美元）。

## 職業生涯
安戴托昆波的籃球生涯開始於希臘菲拉斯蒂科斯籃球俱樂部的青年隊，之後他於2012-13賽季隨菲拉斯蒂科斯一線隊開始在希臘籃球乙級聯賽打比賽。當安戴托昆波年滿18歲時，他與西班牙籃球甲級聯賽的薩拉戈薩簽約，合約為期四年，由2013–14賽季效力至2016–17賽季，安戴托昆波每季有著25萬歐元的淨收入。該合約還包括了一個買斷條款，可以使其到NBA或歐洲籃球聯賽的任一球隊比賽。但他決定於2012-13賽季的剩餘部分完結前暫時留在菲拉斯蒂科斯。
在乙級聯賽2012–13賽季中，安戴托昆波平均每場上場22.5分鐘，有著46.4%的所有非罰球以外的出手命中率（62.1%的2分球命中率，31.3%的3分球成功率和72%的罰球命中率）。他在其出場的26場比賽中場均貢獻9.5分，5個籃板，1.4次助攻，0.7次抄截，1次阻攻，表現評分（歐洲籃球聯賽與歐洲籃球聯盟杯的球員個人表現的評分標準）為8.3分。除此之外安戴托昆波亦被菲拉斯蒂科斯的教練選為希臘籃球聯賽全明星賽的特殊參賽者，即使他沒有實際上入選全明星賽，但他的教練仍然讓他上場。
由於安戴托昆波的年齡問題，因此他除了在2012–13希臘乙級聯賽中打比賽之外，亦在戊級的ESKA青年聯賽比賽，且同樣代表著菲拉斯蒂科斯。

### 密爾瓦基公鹿（2013–至今）
2013年4月28日，安戴托昆波宣佈將參加2013年NBA選秀，並於選秀中以第1輪第15順位被密爾沃基公鹿選中，同年7月30日，與公鹿簽約。2014年5月22日，入選了2014年NBA最佳新秀阵容的二队。
2014年10月16日，公鹿行使其為期三年的期權合約，延長合同直到2015–16賽季。而在2015年2月6日，安戴托昆波創下其職業生涯最高的27分15籃版，但他們該場仍以111–117不敵休斯頓火箭。三天後，他在2月2日至2月8日的東西部最佳球員中榜上有名，為其生涯首次。同年2月14日，安戴托昆波在2015年參加了該賽季的灌籃大賽。同年3月9日，他再砍下生涯最高的29分（16射11中），但該場公鹿以103–114不敵新奧爾良鵜鶘。
2016年3月14日，公鹿憑安戴托昆波的表現，加時以109比100擊敗籃網收下3連勝，他在41分鐘內打出28分11籃板14助攻演出，其中得分平生涯單場次高、助攻寫下生涯最多。他自2月23日至3月14日的11場比賽有4場大三元，為公鹿隊史第1位單季4次大三元的球員。2016年他與公鹿隊達成協議，簽下4年1億美元的延長合約。同年11月29日，在安戴托昆波砍下生涯最高34分表現下，公鹿在主場118：101擊敗衛冕軍騎士，收下2連勝。
2017年開始，安戴托昆波逐漸展現實力，於該年打出五項數據總和皆在聯盟前二十(總分14.總籃板15.總助攻18.總抄截9.總蓋帽5)，歷史首人。不僅於該年榮獲最佳進步球員，更連續9年入選明星賽與年度陣容，並在2019、20、23、24、25年獲得東區最高票。
2019年賽季，雄鹿晋级到第三轮，但被科怀·伦纳德率領的多伦多猛龙队讓2追4形同橫掃般的淘汰。安戴托昆波獲選為NBA最有价值球员，成為卡里姆·阿卜杜勒-贾巴尔之後，隊史第二位公鹿球員贏得MVP。也同時成為過去40年來，僅次於德里克·罗斯和勒布朗·詹姆斯，聯盟第三年輕球員贏得MVP。並成為第五位不在美國出生和第二位歐洲球員贏得MVP。
2020年賽季，安戴托昆波二度獲選為NBA最有价值球员，為史上首個歐籍球員達成，並同時當選NBA年度最佳防守球员，此前僅有喬丹和奧拉朱旺能在同年達成。雄鹿晋级第二轮，但被吉米·巴特勒带领的迈阿密热火队淘汰，連續兩年分區第一，連續兩年季後賽未能更進一步，一度令其有離開雄鹿的打算，最終選擇留在雄鹿。訊息人士說，兩次最有價值球員安戴托昆波將簽下為期五年2.28億美元的超級巨額續約。
2020-21賽季的全明星賽在亞特蘭大舉辦，安戴托昆波以16中16拿下35分榮獲NBA全明星賽MVP，為史上唯一獲獎的非美國籍球員。。並在該賽季，密爾瓦基公鹿以4－2擊敗鳳凰城太陽取得總冠軍，安戴托昆波獲得FMVP，他在封王戰豪取50分，成為史上第七位在總冠軍系列賽拿到50分的球員。
2021-22賽季，安戴托昆波在隊史得分、阻攻數據上超越賈霸、利斯特成為公鹿隊史得分、阻攻王。
季後賽首輪率隊4:1擊敗6號種子公牛隊，次輪面對賽爾提克繳出七戰場均33分14板7助1抄1阻的全能數據，是聯盟首個在單一系列賽能拿到200分.100板.50助的球員。但面對對手的鋒線防守，投籃命中率僅4成5，最終3:4宣告衛冕失敗。
2022-23賽季，1月3日對陣巫師拿下55分創單場得分新高。2月在隊史助攻數據上超越保羅·普萊西成為公鹿隊史助攻王。第三度當選東區明星賽先發隊長，雖因傷僅假性先發投入一球，不過最終隊伍終結詹姆斯擔任隊長的五連勝。第三度率隊取得全聯盟戰績第一，並在此季成為過去50年首個連續5年全票年度最佳陣容的球員，不過在季後賽首輪G1背部受傷，
於G4帶傷回歸，最終1:4不敵熱火。休賽季滿意球隊引進達米安·里拉德，再度與球隊3年1.86億美金續約。
2023-24賽季，開幕戰進10球超越賈霸成隊史進球王。11月18日對獨行俠達成史上最年輕16000分+7000籃板+3000助攻。。12月13日對溜馬64分，刷新自身、隊史紀錄，且是聯盟史上未進一顆三分球的最高得分，同時達生涯17,000分。12月17日對火箭搶下17個籃板，隊史籃板數據上超越賈霸，成為公鹿隊史籃板王。12月19日對馬刺16次助攻創生涯單場新高。1月，當選該季東區全明星隊長及票王。 4月，例行賽結束，成為聯盟創立以來首位能以60%命中率取得賽季場均30分的球員。
2024-25賽季，在NBA盃率公鹿擊敗魔術、老鷹、雷霆，獲得NBA盃冠軍與盃賽MVP。賽季前27場連續以50%命中率拿下至少20分，寫下新的聯盟紀錄。2025年1月8日拿下第432次兩雙，獨居隊史第一。1月下旬，連續第9年入選東部全明星首發，第五度獲選為東區票王、第二度獲選為全聯盟票王。美國時間3月5日，以歷史第六年輕達成生涯20,000分。

## 國家隊生涯
安戴托昆波曾經為希臘U-20國家籃球隊的一員。他曾代表希臘出戰2014年的歐洲20歲以下青年籃球錦標賽，他在該屆比賽有著36.4%的所有非罰球以外的出手成功率，場均8分，7.6個籃板，2.2次助攻，1次搶斷，1.4次阻攻。滿20歲後，安戴托昆波成為希臘國家籃球隊的一員，並參加2014年世界盃籃球賽，在該屆比賽中他場均取得6.3分和4.3個籃板，且有著45.8%的所有非罰球以外的出手成功率。
2015年9月，代表希腊参加2015年歐洲籃球錦標賽，帮助球队晋级八强。
2019年，代表希腊国家队参加2019年男篮世界杯，止步十六強。
2022年，代表希腊国家队参加2022年歐洲籃球錦標賽，出賽6場場均29.3分獲賽事得分王與最佳陣容，八強敗給德國，以第五名作收。
2024年，代表希腊国家队参加2024巴黎奧運籃球資格賽，希臘隊四戰全勝取得正賽資格，幫助希臘籃球隊睽違十六年重返奧運。
同年，代表希腊国家队参加2024年夏季奧林匹克運動會籃球比賽，並擔任希臘於開幕式遊行的掌旗官。小組賽面對加拿大、西班牙、澳大利亞，八強敗給德國，止步八強。四場場均25.8分6.8籃板3.5助攻，榮膺賽事得分王和第二陣容。

## 職業生涯數據

### NBA例行賽數據統計
| 賽季     | 球隊     | GP  | GS  | MPG  | FG%  | 3P%  | FT%  | RPG  | APG | SPG | BPG | PPG  |
| -------- | -------- | --- | --- | ---- | ---- | ---- | ---- | ---- | --- | --- | --- | ---- |
| 2013–14  | MIL      | 77  | 23  | 24.6 | 41.4 | 34.7 | 68.3 | 4.4  | 1.9 | 0.8 | 0.8 | 6.8  |
| 2014–15  | MIL      | 81  | 71  | 31.4 | 49.1 | 15.9 | 74.1 | 6.7  | 2.6 | 0.9 | 1.0 | 12.7 |
| 2015–16  | MIL      | 80  | 79  | 35.3 | 50.6 | 25.7 | 72.4 | 7.7  | 4.3 | 1.2 | 1.4 | 16.9 |
| 2016–17  | MIL      | 80  | 80  | 35.6 | 52.1 | 27.2 | 77.0 | 8.8  | 5.4 | 1.6 | 1.8 | 22.9 |
| 2017–18  | MIL      | 75  | 75  | 36.7 | 52.9 | 30.7 | 76.0 | 10.0 | 4.8 | 1.5 | 1.4 | 26.9 |
| 2018–19  | MIL      | 72  | 72  | 32.8 | 57.8 | 25.6 | 72.9 | 12.5 | 5.9 | 1.3 | 1.5 | 27.7 |
| 2019–20  | MIL      | 63  | 63  | 30.4 | 55.3 | 30.4 | 63.3 | 13.6 | 5.6 | 1.0 | 1.0 | 29.5 |
| 2020–21† | MIL      | 61  | 61  | 33.0 | 56.9 | 30.3 | 68.5 | 11.0 | 5.9 | 1.2 | 1.2 | 28.1 |
| 2021–22  | MIL      | 67  | 67  | 32.9 | 55.3 | 29.3 | 72.2 | 11.6 | 5.8 | 1.1 | 1.4 | 29.9 |
| 2022–23  | MIL      | 63  | 63  | 32.1 | 55.3 | 27.5 | 64.5 | 11.8 | 5.7 | 0.8 | 0.8 | 31.1 |
| 2023–24  | MIL      | 73  | 73  | 35.2 | 61.1 | 27.4 | 65.7 | 11.5 | 6.5 | 1.2 | 1.1 | 30.4 |
| 2024–25  | MIL      | 67  | 67  | 34.2 | 60.1 | 22.2 | 61.7 | 11.9 | 6.5 | 0.9 | 1.2 | 30.4 |
| 職業生涯 | 職業生涯 | 859 | 794 | 32.9 | 55.1 | 28.4 | 69.3 | 9.9  | 5.0 | 1.1 | 1.2 | 23.9 |
| 明星賽   | 明星賽   | 8   | 8   | 22.1 | 71.3 | 27.3 | 64.3 | 7.6  | 2.7 | 1.1 | 0.7 | 24.9 |

### NBA季後賽數據統計
| 賽季     | 球隊     | GP | GS | MPG  | FG%  | 3P%  | FT%  | RPG  | APG | SPG | BPG | PPG  |
| -------- | -------- | -- | -- | ---- | ---- | ---- | ---- | ---- | --- | --- | --- | ---- |
| 2015     | MIL      | 6  | 6  | 33.5 | 36.6 | 0.0  | 73.9 | 7.0  | 2.7 | 0.5 | 1.5 | 11.5 |
| 2017     | MIL      | 6  | 6  | 40.5 | 53.6 | 40.0 | 54.3 | 9.5  | 4.0 | 2.2 | 1.7 | 24.8 |
| 2018     | MIL      | 7  | 7  | 40.0 | 57.0 | 28.6 | 69.1 | 9.6  | 6.3 | 1.4 | 0.9 | 25.7 |
| 2019     | MIL      | 15 | 15 | 34.3 | 49.2 | 32.7 | 63.7 | 12.3 | 4.9 | 1.1 | 2.0 | 25.5 |
| 2020     | MIL      | 9  | 9  | 30.8 | 55.9 | 32.5 | 58.0 | 13.8 | 5.7 | 0.7 | 0.9 | 26.7 |
| 2021†    | MIL      | 21 | 21 | 38.1 | 56.9 | 18.6 | 58.7 | 12.8 | 5.1 | 1.0 | 1.2 | 30.2 |
| 2022     | MIL      | 12 | 12 | 37.3 | 49.1 | 22.0 | 67.9 | 14.2 | 6.8 | 0.7 | 1.3 | 31.7 |
| 2023     | MIL      | 3  | 3  | 30.5 | 52.8 | 0.0  | 45.2 | 11.0 | 5.3 | 0.3 | 0.7 | 23.3 |
| 2025     | MIL      | 5  | 5  | 37.6 | 60.6 | 20.0 | 69.8 | 15.4 | 6.6 | 1.0 | 1.0 | 33.0 |
| 職業生涯 | 職業生涯 | 84 | 84 | 36.2 | 53.2 | 25.9 | 62.5 | 12.2 | 5.3 | 1.0 | 1.3 | 27.0 |

## 獎項與入選
- NBA最有價值球員：2019年、2020年
- NBA年度最佳防守球员：2020年
- NBA新秀世界隊陣容：2014年、2015年
- NBA全明星賽：2017-2025年
- NBA全明星賽最有價值球員：2021年
- NBA技巧賽參賽選手：2014年、2022年
- NBA最佳新秀陣容第二隊：2014年
- NBA灌籃大賽參賽選手：2015年
- 27×NBA東西區單週最佳球員：2015年-2025年
- 11×NBA東西區單月最佳球員：2017年-2025年
- NBA最佳進步球員：2017年
- NBA年度第二隊：2017-2018年
- NBA年度第一隊：2019-2025年
- NBA總決賽最有價值球員：2021年
- NBA盃冠軍：2024年
- NBA盃MVP：2024年
- NBA盃最佳陣容：2023年、2024年
- 2022歐錦賽：得分王、最佳陣容
- 2024奧運：得分王、第二陣容

## 個人生活
安戴托昆波出生於希臘雅典中心以北的一個名叫索普利亞的街區，父母均為奈及利亞人，但安戴托昆波沒有奈及利亞的公民權。由於希臘法律的關係，安戴托昆波於2013年5月9日才正式獲得希臘的永久居民身份，也因此使Giannis Antetokounmpo成為其正式名稱。
安戴托昆波有兩個哥哥，分別是弗朗西斯（Francis）和薩納西斯，除此之外還有兩個名叫科斯塔斯和亞歷克斯的弟弟。

### 代言
安戴托昆波於2017年與Nike簽約，成為品牌代言人至今，Nike於2019年起為他推出 Nike Zoom Freak 1-6、Nike Giannis Immortality 1-4，共10系列的簽名球鞋款式。

## 外部連結
- 揚尼斯·安戴托昆波的Facebook專頁
- 揚尼斯·安戴托昆波的Instagram帳戶
- 揚尼斯·安戴托昆波的X（前Twitter）
- 揚尼斯·安戴托昆波的TikTok
- 揚尼斯·安戴托昆波在fiba.basketball（英语）
- 揚尼斯·安戴托昆波在fiba.basketball（英语）
- 揚尼斯·安戴托昆波在archive.fiba.com（存檔）（英语）
- 揚尼斯·安戴托昆波在NBA官網（英语）
- 揚尼斯·安戴托昆波在Basketball-Reference.com（NBA）（英语）
- 揚尼斯·安戴托昆波在Basketball-Reference.com（國際）（英语）
- 揚尼斯·安戴托昆波在ESPN（NBA）（英语）
- 揚尼斯·安戴托昆波在Eurobasket.com（球員）（英语）
- 揚尼斯·安戴托昆波在Proballers（英语）
- 揚尼斯·安戴托昆波在RealGM（球員）（英语）
- 揚尼斯·安戴托昆波在Olympics.com（英语）